# PJ Braun
Philip „PJ” Braun (ur. 6 lutego 1981 w Connecticut) – amerykański kulturysta.

## Życiorys
Pochodzi ze stanu Connecticut. W 2006 roku brał udział w Mistrzostwach USA w Kulturystyce Juniorów; zajął czwarte miejsce w kategorii wagowej ciężkiej. Sukcesem okazał się jego występ na zawodach stanowych, w Nowej Anglii, gdzie wywalczył złoty medal. W 2008 wystąpił w zawodach Atlantic City Amateur, organizowanych przez federację NPC. Dwukrotnie uplasował się na pierwszym miejscu podium: w kategorii superciężkiej oraz ogólnej. W 2009 roku zdobył złoto podczas Mistrzostw Wschodnich Stanów Zjednoczonych (w kategorii wagowej superciężkiej). Jest też wicemistrzem Kalifornii w kulturystyce.
Wspiera prawa osób LGBT. Jego ojciec chrzestny jest gejem. Brał udział w homoerotycznych sesjach zdjęciowych, organizowanych w South Beach na Florydzie. Dzięki zarobionym w ten sposób pieniądzom mógł opłacać karierę sportowca. Jego współpraca z gejowskimi fotografami została negatywnie oceniona przez środowisko kulturystyczne. Firma Universal Nutrition – dystrybuująca suplementy diety – odmówiła sponsorowania jego kariery, gdy tylko dowiedziała się o erotycznej sesji fotograficznej.
Był żonaty z wrestlerką Kaitlyn (właśc. Celeste Beryl Bonin). Pojawiał się w programach telewizyjnych i radiowych, jego wizerunek wykorzystywano na okładkach magazynów sportowych. Zarządzał spółkami Blackstone Labs oraz Prime Nutrition.

## Warunki fizyczne
- wzrost: 183 cm[8]
- waga (w sezonie zmagań sportowych): 100−102 kg[10]
- waga (poza sezonem zmagań sportowych): ok. 125 kg[10]